# Elionurus euchaetus
Elionurus euchaetus är en gräsart som beskrevs av Adjan. och Clayton. Elionurus euchaetus ingår i släktet Elionurus och familjen gräs. Inga underarter finns listade i Catalogue of Life.